# Holacanthus isabelita
La isabelita (Holacanthus isabelita) es un pez de la familia de los Quetodóntidos que habita las aguas marinas existentes entre Florida y el Golfo de México hasta las Antillas Menores.
- Datos: Q1075979